# الزعفرانة (قرية)
قرية الزعفرانة هي إحدى القرى التابعة لمركز رأس غارب في محافظة البحر الأحمر في جمهورية مصر العربية. حسب إحصاءات سنة 2018، بلغ إجمالي السكان في الزعفرانة 254 نسمة، منهم 124 رجل و 130 امرأة.